# JoJo Offerman
Joseann Alexie Offerman, meglio conosciuta come JoJo Offerman (North Hollywood, 10 marzo 1994), è un'annunciatrice, cantante ed ex wrestler statunitense, nota per i suoi trascorsi in WWE tra il 2013 e il 2020.

## Carriera
Nel 2013 Joseann Offerman ha preso parte alla prima stagione del reality show della WWE, Total Divas, realizzato in collaborazione con E! Network e dedicato alle donne della federazione di Stamford.
Ha fatto il suo debutto in WWE nella puntata di Main Event del 26 giugno 2013, con il ring name JoJo Offerman, cantando la musica d'ingresso dei Tons of Funk (Brodus Clay e Tensai). Nella puntata di Raw del 22 luglio JoJo è apparsa con il cast di Total Divas durante il Miz TV, presentandosi a Jerry "The King" Lawler. Il 18 agosto, a SummerSlam, ha cantato l'inno nazionale statunitense all'inizio dello show.
Nel mese di settembre il cast di Total Divas ha iniziato una faida con AJ Lee, Aksana, Alicia Fox e Layla El. Il 7 ottobre, a Raw, JoJo Offerman ha debuttato sul ring vincendo un 6-Women Tag Team match insieme a Eva Marie e Natalya contro Alicia Fox, Aksana e Rosa Mendes. Il 24 novembre, a Survivor Series, il Team Total Divas (Brie Bella, Cameron, Eva Marie, JoJo Offerman, Naomi, Natalya e Nikki Bella) ha sconfitto il Team True Divas (AJ Lee, Aksana, Alicia Fox, Kaitlyn, Rosa Mendes, Summer Rae e Tamina Snuka) in un 14-Women Tag Team Elimination match.
A partire dal marzo del 2014 JoJo Offerman ha assunto il ruolo di annunciatrice di NXT. In seguito alla Brand Extension del 19 luglio 2016 è stata trasferita nel roster di Raw. Nel marzo del 2019 è rimasta incinta di Bray Wyatt e non è più apparsa negli show della WWE e a fine 2020 è stata licenziata.

## Vita privata
Joseann Offerman è la figlia dell'ex giocatore di baseball José Offerman.
Ha avuto una relazione con il wrestler Bray Wyatt da giugno 2017 ad agosto 2023 (anno della morte di quest'ultimo). Da Wyatt ha avuto due figli.